# Saison 2016-2017 de l'Union sportive Oyonnax rugby
Cette page présente la saison 2016-2017 de l'Union sportive Oyonnax rugby en Pro D2.

## Entraîneurs
- Johann Authier entraineur principal
- Stéphane Glas entraineur des lignes arrières
- Adrien Buononato entraineur des avants

## La saison
Budget
Récit

## Effectif 2016-2017
| Nom                  | Poste           | Naissance         | Nationalité sportive | Sélections | Dernier club             | Arrivée au club (année) |
| -------------------- | --------------- | ----------------- | -------------------- | ---------- | ------------------------ | ----------------------- |
| Irakli Mirtskhulava  | Pilier          | 22 décembre 1988  | Géorgie              |            | Tarbes PR                | 2016                    |
| Pascal Cotet         | Pilier          | 12 octobre 1993   | France               |            | RC Narbonne              | 2016                    |
| Tommy Raynaud        | Pilier          | 13 juin 1994      | France               | -20 ans    | RC Narbonne              | 2016                    |
| Giorgi Vepkhvadze    | Pilier          | 5 juillet 1991    | Géorgie              | -          | US Oyonnax               | 2015                    |
| Hoani Tui            | Pilier          | 28 avril 1984     | Nouvelle-Zélande     |            | Lyon OU                  | 2016                    |
| Dean Greyling        | Pilier          | 1er janvier 1986  | Afrique du Sud       |            | Bulls                    | 2016                    |
| Lukas Rapant         | Pilier          | 16 novembre 1982  | Tchéquie             |            | Sporting nazairien rugby | 2006                    |
| George Halangahu     | Pilier          | 14 août 1993      | Tonga                |            | ?                        | 2014                    |
| Benjamin Geledan     | Talonneur       | 8 avril 1990      | France               |            | Stade rochelais          | 2016                    |
| Thomas Bordes        | Talonneur       | 10 mai 1990       | France               | -          | Stade montois            | 2015                    |
| Quentin Macdonald    | Talonneur       | 25 septembre 1988 | Nouvelle-Zélande     |            | Blues                    | 2016                    |
| Geoffrey Fabbri      | 2e ligne        | 17 juin 1992      | France               | -          | US Oyonnax               | 2014                    |
| Jamie Cudmore        | 2e ligne        | 6 septembre 1978  | Canada               |            | ASM Clermont             | 2016                    |
| Steven Sykes         | 2e ligne        | 5 août 1984       | Afrique du Sud       | -          | Southern Kings           | 2016                    |
| Mickaël De Marco     | 2e ligne        | 22 avril 1989     | France               | -          | Montpellier HR           | 2015                    |
| Valentin Ursache     | 3e ligne aile   | 12 août 1985      | Roumanie             |            | Pays d'Aix RC            | 2012                    |
| Bilel Taieb          | 3e ligne aile   | 27 janvier 1993   | France               |            | Formé au club            | 2016                    |
| Maurie Fa'asavalu    | 3e ligne aile   | 12 janvier 1980   | Samoa                |            | Harlequins               | 2014                    |
| Viliami Ma'afu       | 3e ligne centre | 9 mars 1982       | Tonga                |            | Mitsubishi Dynaboars     | 2013                    |
| Patrick Sobela       | 3e ligne aile   | 12 août 1992      | France               |            | US Oyonnax               | 2014                    |
| Florian Faure        | 3e ligne centre | 26 mars 1983      | France               |            | FC Grenoble              | 2015                    |
| Luc Barba            | 3e ligne aile   | 30 octobre 1992   | France               |            | Racing 92                | 2016                    |
| Nuku Swerling        | 3e ligne aile   | 8 août 1993       | Australie            | -20 ans    | ?                        | 2015                    |
| Jérémy Gondrand      | Mêlée           | 23 février 1990   | France               |            | Lyon OU                  | 2016                    |
| Fabien Cibray        | Mêlée           | 15 octobre 1985   | France               |            | LOU                      | 2013                    |
| Arthur Aziza         | Mêlée           | 17 janvier 1994   | France               |            | Stade Toulousain         | 2014                    |
| James Hall           | Mêlée           | 2 octobre 1996    | Afrique du Sud       |            | Southern Kings           | 2016                    |
| Ben Botica           | Ouverture       | 7 octobre 1989    | Nouvelle-Zélande     | -          | Montpellier HR           | 2017                    |
| Keziah Giordano      | Centre          | 19 avril 1994     | France               | -          | Stade Toulousain         | 2014                    |
| Roimata Hansell-Pune | Centre          | 6 novembre 1986   | Nouvelle-Zélande     | -          | Waikato RU               | 2010                    |
| Maxime Veau          | Centre          | 9 août 1988       | France               | -          | Tarbes PR                | 2016                    |
| José Lima            | Centre          | 24 avril 1992     | Portugal             |            | US Carcassonne           | 2016                    |
| Eamonn Sheridan (en) | Centre          | 14 mai 1989       | Irlande              | - 20 ans   | London Irish             | 2015                    |
| Dug Codjo            | Ailier          | 22 avril 1987     | France               | -          | US Carcassonne           | 2013                    |
| Daniel Ikpefan       | Ailier          | 18 octobre 1993   | France               | -          | RC Le Môle               | 2011                    |
| Uwanakoro Tawalo     | Ailier          | 27 février 1992   | Fidji                | -          | ASM Clermont             | 2015                    |
| Silvère Tian         | Ailier          | 19 juillet 1980   | Côte d'Ivoire        |            | SU Agen                  | 2013                    |
| Alaska Taufa         | Ailier          | 24 juillet 1983   | Tonga                |            | Akito Northern Bulls     | 2014                    |
| Fetu'u Vainikolo     | Ailier          | 30 janvier 1985   | Tonga                |            | Exeter Chiefs            | 2015                    |
| Nicolas Metge        | Arrière         | 4 mai 1994        | France               | -          | SC Albi                  | 2015                    |
| Quentin Étienne      | Arrière         | 14 juillet 1990   | France               | -          | RC Narbonne              | 2015                    |
| UJ Seuteni           | Arrière         | 9 décembre 1993   | Australie            | -          | RC Toulon                | 2016                    |

## Calendrier et résultats

### Matchs amicaux
- US Oyonnax - Stade aurillacois :  30-12
- US Oyonnax - Provence rugby :  36-5

### Pro D2
| - US Oyonnax - Soyaux Angoulême XV : 36-10 - AS Béziers - US Oyonnax : 34-28 - US Oyonnax - Colomiers rugby : 19-21 - US Dax - US Oyonnax : 28-25 - US Oyonnax - US Carcassonne : 35-20 - USA Perpignan - US Oyonnax : 23-18 - US Oyonnax - US Montauban : 36-10 - SC Albi - US Oyonnax : 16-18 - US Oyonnax - SU Agen : 21-16 - US Oyonnax - Stade aurillacois : 24-19 - CS Bourgoin-Jallieu - US Oyonnax : 23-26 - US Oyonnax - RC Vannes : 52-21 - RC Narbonne - US Oyonnax : 21-16 - Stade montois - US Oyonnax : 22-21 - US Oyonnax - Biarritz olympique : 33-26 | - Soyaux Angoulême XV - US Oyonnax : 9-13 - US Oyonnax - AS Béziers : 34-23 - Colomiers rugby - US Oyonnax : 30-20 - US Oyonnax - US Dax : 46-26 - US Carcassonne - US Oyonnax : 34-19 - US Oyonnax - USA Perpignan : 19-9 - US Montauban - US Oyonnax : 57-10 - US Oyonnax - SC Albi : 54-16 - SU Agen - US Oyonnax : 26-31 - Stade aurillacois - US Oyonnax : 24-26 - US Oyonnax - CS Bourgoin-Jallieu : 33-6 - RC Vannes - US Oyonnax : 19-16 - US Oyonnax - RC Narbonne : 30-22 - US Oyonnax - Stade montois : 18-10 - Biarritz olympique - US Oyonnax : 16-13 |

| Rang | Club                    | J  | V  | N | D  | Bo | Bd | Pm  | Pe  | Diff | Pts |
| ---- | ----------------------- | -- | -- | - | -- | -- | -- | --- | --- | ---- | --- |
| 1    | Oyonnax Rugby (R)       | 30 | 19 | 0 | 11 | 7  | 7  | 790 | 637 | +153 | 90  |
| 2    | SU Agen (R)             | 30 | 18 | 2 | 10 | 5  | 6  | 780 | 624 | +156 | 87  |
| 3    | US Montauban            | 30 | 19 | 0 | 11 | 6  | 4  | 726 | 533 | +193 | 86  |
| 4    | Stade montois           | 30 | 17 | 0 | 13 | 6  | 9  | 738 | 588 | +150 | 83  |
| 5    | Biarritz olympique      | 30 | 18 | 0 | 12 | 5  | 4  | 730 | 637 | +93  | 81  |
| 6    | USA Perpignan           | 30 | 16 | 1 | 13 | 9  | 4  | 744 | 589 | +155 | 79  |
| 7    | Colomiers Rugby         | 30 | 17 | 1 | 12 | 5  | 3  | 760 | 593 | +167 | 78  |
| 8    | Stade aurillacois       | 30 | 15 | 0 | 15 | 5  | 5  | 689 | 712 | -23  | 70  |
| 9    | US Carcassonne          | 30 | 14 | 1 | 15 | 3  | 3  | 648 | 642 | +6   | 64  |
| 10   | AS Béziers              | 30 | 13 | 0 | 17 | 7  | 4  | 694 | 667 | +27  | 63  |
| 11   | RC Vannes (P)           | 30 | 12 | 2 | 16 | 2  | 7  | 659 | 735 | -76  | 61  |
| 12   | RC Narbonne             | 30 | 14 | 1 | 15 | 3  | 0  | 616 | 746 | -130 | 61  |
| 13   | Soyaux Angoulême XV (P) | 30 | 13 | 1 | 16 | 2  | 5  | 565 | 686 | -121 | 61  |
| 14   | US Dax                  | 30 | 13 | 0 | 17 | 1  | 6  | 647 | 845 | -198 | 59  |
| 15   | SC Albi                 | 30 | 12 | 2 | 16 | 1  | 4  | 641 | 781 | -140 | 57  |
| 16   | CS Bourgoin-Jallieu     | 30 | 4  | 1 | 25 | 1  | 6  | 452 | 864 | -412 | 17¹ |

## Statistiques

### Statistiques collectives
Attaque
Défense

### Statistiques individuelles
Meilleurs réalisateurs
Meilleurs buteurs
- Ben Botica : 110 points (20 pénalités, 0 drop, 25 transformations)

Meilleur marqueur
- Benjamin Geledan : 7 essais

Joueurs les plus sanctionnés
- Jamie Cudmore :  2 (1 carton jaune, 1 carton rouge)